# 1179 w polityce

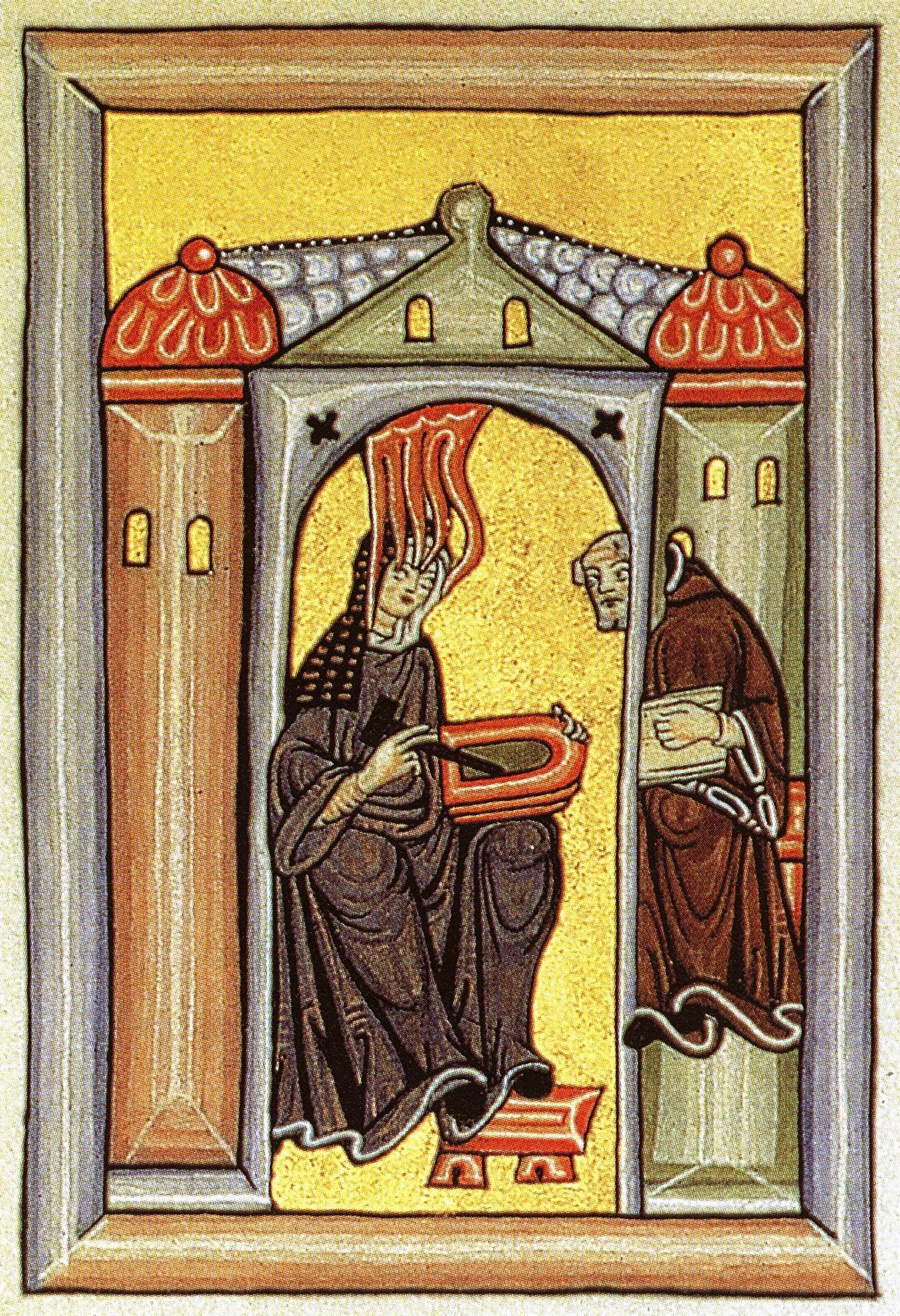
Hildegarda z Bingen

Wydarzenia polityczne w 1179 roku.

## Wydarzenia
- Odbył się sobór laterański III (zasady wyboru papieża, dekrety przeciw katarom i Żydom)[1][2][3].

## Zmarli
- 17 września Hildegarda z Bingen, święta, doktor Kościoła[4].